# Otto Linck
 (janvier 2021).
Otto Linck (né le 15 mai 1892 à Ulm, mort le 24 août 1985 à Güglingen) est un naturaliste et écrivain allemand.

## Biographie
Otto Linck naît dans une famille protestante. Son père Otto von Linck deviendra Generalleutnant.
Linck va au Karls-Gymnasium Stuttgart où il a l'abitur. En 1911, il commence à l'université de Tübingen des études de sylviculture et de géologie.
En 1914, Linck est militaire volontaire et est lieutenant de réserve pendant la Première Guerre mondiale. Il exprime son expérience de la guerre dans des poèmes et des nouvelles. Après la guerre, de 1918 à 1920, il travaille dans les forêts d'Adelberg et de Gaildorf. À Stuttgart, il fait l'examen de l'état des forêts. De 1920 à 1922, il officie à Heilbronn, Güglingen et Schorndorf. En 1924, il est le directeur de la gestion de la forêt de Güglingen jusqu'à sa retraite en 1957. Pendant la Seconde Guerre mondiale, il s'occupe aussi de la forêt de Sternenfels.
Linck publie d'abord des poèmes et des nouvelles. Son premier recueil de poèmes paraît en 1916. Le suivant ne sort que dans les années 1950. Dans les années 1920, Linck se consacre à l'histoire de l'art et de la culture, notamment au monachisme et aux abbayes du Wurtemberg, notamment l'abbaye de Maulbronn. De même, il s'intéresse aux villes d'Ulm, Ludwigsbourg et Schwäbisch Hall. Il prend les photos des illustrations de ses livres.
Il écrit aussi des livres de son travail dans le Stromberg, notamment sur la transformation de la forêt de feuillus en forêt mixte et sur les espèces animales attachées à ces forêts. En 1937, il alerte sur la disparition du cormier. Il organise des conférences et des excursions pour faire connaître la sylviculture. Il s'oppose aussi au remembrement au Michaelsberg et à l'étalement urbain.
Son récit de la Première Guerre mondiale lui vaut d'être un auteur interdit par les nazis.
Au milieu des années 1930, Linck se tourne vers la géologie et la paléontologie. Il parle de la découverte de ses fossiles du Trias dans le Wurtemberg.

## Distinctions
- 1917 : Médaille militaire d'or du Wurtemberg
- 1917 : Croix de fer de 2e classe
- 1957 : Croix d'officier de l'ordre du Mérite de la République fédérale d'Allemagne
- 1983 : Médaillé de l'ordre du Mérite de Bade-Wurtemberg